# Lex Vatinia
La lex Vatinia de provinciis Caesaris fu proposta dal tribuno della plebe Publio Vatinio quando Cesare era console con Bibulo. Approvata dal popolo, venne adottata il primo marzo del 59 a.C. Il provvedimento concedeva a Cesare il comando di tre legioni per cinque anni, fino al primo marzo del 54 a.C., nella Gallia Cisalpina e nell'Illirico. In seguito il Senato aggiunse una legione e la Gallia Narbonese. La legge stabiliva inoltre una indennità fissa per Cesare, pagabile dal tesoro pubblico, e il diritto di eleggere autonomamente i legati. Lo stesso Vatinio partì da legato al seguito di Cesare, mentre Cicerone rifiutò l'incarico propostogli.

## Obiettivi dell'intervento in Gallia
Il mandato proconsolare permetteva a Cesare di difendere i confini romani dalla pesante minaccia delle popolazioni traciche e degli Illiri, che compivano scorrerie nella Gallia Cisalpina. Il re della Dacia Burebista, che era a capo anche delle tribù traco-illiriche, in seguito allo stanziamento delle truppe romane, interruppe il suo spostamento a sud-ovest e si allontanò dalla Gallia Cisalpina. Allora Cesare si spostò in Gallia Narbonense, nella zona abitata dalla temibile popolazione degli Allobrogi, che nel 61 si era spinta a sud, compiendo devastazioni. Sebbene la rivolta di due anni prima fosse stata repressa, il capo delle tribù Catignano non era stato catturato, per cui la zona restava potenzialmente pericolosa. Un'altra possibile minaccia poteva venire dal nord, dove l'anno precedente la popolazione germanica dei Suebi (Svevi) si era impadronita di una regione ad occidente del Reno. Tuttavia nel 59 la situazione si era tranquillizzata, tanto che Cassio Dione riferisce che Cesare all'inizio del suo mandato aveva dichiarato Ariovisto, capo degli Svevi, “amico del popolo romano”. Il pericolo delle popolazioni confinanti non era imminente e se Cesare fece pressioni per ottenere il mandato in Gallia, la ragione va ricercata anche nell'interesse territoriale, oltre che, naturalmente, politico: le regioni settentrionali erano ricche di oro, cavalli, grano e l'intento di Cesare era di accrescere il suo potere personale, arricchendolo di successi militari. Sebbene il mandato di proconsole non prevedesse un'espansione territoriale, ma solo un controllo per azioni difensive, l'azione di Cesare era orientata all'annessione della Gallia al territorio romano.

## Cicerone contro Vatinio
La lex Vatinia suscitò l'indignazione di Cicerone, già infiammato contro il promulgatore della legge per il processo di Publio Sestio. Difensore di Sestio, Cicerone pronunciò contro Vatinio, che aveva testimoniato contro Sestio, il discorso giudiziario In Vatinium testem, cercando di far crollare la sua credibilità politica. Una delle accuse rivolte riguarda proprio il periodo che Vatinio trascorse da legato in Gallia. Egli era infatti stato citato in giudizio per aver violato la lex Iunia Licinia (legge del 62 a.C. che imponeva l'immediata deposizione all'erario di un progetto di legge promulgato, per evitare che venisse modificato illegittimamente), avendo caldeggiato l'approvazione degli atti di Pompeo in Oriente. In base alla lex Memmia de absentibus rei publicae causa del 117 a.C., Vatinio era momentaneamente dispensato dall'essere sottoposto a processo, ma tornò comunque dalla Gallia. Il pretore Gaio Memmio gli intimò di presentarsi entro trenta giorni, alla scadenza dei quali Vatinio, anziché presentarsi in tribunale, si appellò ai tribuni della plebe per evitare il processo. Lo sdegno di Cicerone è visibile nel suo discorso di accusa: 
“Non ti sei anzi appellato espressamente alla rovina di quell'anno, alla furia della patria, alla bufera devastatrice dello Stato, a Clodio? (...) Ecco la domanda, Vatinio: c'è mai stato in questo nostro Stato un uomo, a partire dalla fondazione di Roma, che si sia appellato ai tribuni della plebe per evitare di rispondere a un'accusa? C'è mai stato un imputato che sia salito sul palco dove siede il suo giudice, lo abbia gettato giù con la violenza dal suo posto, abbia rotto gli scanni, rovesciato le urne, per farla breve commessi, per turbare un processo, tutti quelli eccessi che hanno portato appunto all'istituzione dei tribunali?”
Cicerone accusò Vatinio di incoerenza per essere tornato in vista del processo, evidenziando in pubblico il gesto, e poi aver cercato uno stratagemma per evitarlo. Ciò che inoltre preoccupava Cicerone erano i provvedimenti della lex con cui veniva data a Cesare la facoltà di scegliere i legati senza bisogno dell'autorizzazione del Senato e con cui si assegnava un indennizzo fisso a carico dell'erario. La lex Vatinia era vista come un tentativo di esautoramento del potere del Senato, finalizzato a interessi personali:
“ In questa situazione, non sei tu l'assassino incontestato della patria? L'eliminazione totale del Senato dal governo dello Stato: non era questo il tuo scopo? Non gli lasciavi nemmeno più quella prerogativa che nessuno mai gli aveva tolto, il diritto cioè di nominare i legati! (…) Avevi tolto al Senato il potere di assegnare le province, l'autorità di scegliere un generale, l'amministrazione del pubblico tesoro”

## Il potere crescente di Cesare e il declino del Senato
In effetti il I secolo a.C. segna il graduale svuotamento di potere del Senato e l'ascesa di singoli uomini, in grado di manipolare il potere. Cesare si era dimostrato un abile politico, a volte in contrasto con il Senato, e, riferisce Svetonio, l'assegnazione da parte del Senato della Gallia Transalpina oltre ai territori affidati con la lex Vatinia, fu dovuta al timore di un'ulteriore concessione popolare. Svetonio riferisce che qualche giorno dopo aver assunto queste decisioni, Cesare si vantò nella Curia di avere ottenuto tutto ciò che desiderava e che “da ora in poi avrebbe potuto marciare sulle loro teste”. Alla manifestazione di orgoglio di Cesare sarebbe seguito un piccolo screzio con un senatore, ferito nell'orgoglio. Questo aneddoto dimostra la perdita di autorità dei padri senatori in confronto al carisma di singole personalità. Addirittura Appiano, raccontando di come Cesare riuscì a far passare dalla sua parte i cavalieri attraverso la concessione di un terzo delle imposte riscosse, già richiesta dall'ordine e ritardata dal Senato, afferma che Cesare “in quel momento non aveva alcun bisogno del Senato ma si appoggiava soltanto al popolo”.